# Henri Duchatel
Henri Duchatel (Neuville-en-Ferrain, 17 mei 1884 - Moeskroen, 20 september 1933) was een Belgisch volksvertegenwoordiger en senator.

## Levensloop
Duchatel was vakbondssecretaris.
Van 1921 tot 1932 was hij gemeenteraadslid van Moeskroen. Hij was ook bestuurder van De Volksverzekering (DVV).
Hij behoorde tot de leiders van de Centrale Arbeiderskring Sint-Jozef in Moeskroen en was stichtend voorzitter van de Harmonie Démocratique La Mouscronnoise.
Van 1921 tot 1929 was hij katholiek volksvertegenwoordiger voor het arrondissement Kortrijk. Van 1929 tot 1932 was hij gecoöpteerd senator. En van 1932 tot aan zijn dood was hij opnieuw volksvertegenwoordiger. Hij was bij zijn overlijden pas zevenenveertig en liet een weduwe en verschillende kinderen achter. De uitvaart was, volgens de getuigenissen in het parlement, groots. Hij werd in de Kamer opgevolgd door Jules Coussens.
Er is een Henri Duchatelstraat in Moeskroen.